# Niranjan Sual Singh
Niranjan Sual Singh (ur. 20 lipca 1961 w Kottama) – indyjski duchowny rzymskokatolicki, od 2013 biskup Sambalpuru.

## Życiorys
Święcenia kapłańskie przyjął 29 kwietnia 1991 i został inkardynowany do archidiecezji Cuttack-Bhubaneswar. Po kilkuletnim stażu wikariuszowskim został sekretarzem arcybiskupim. Po studiach w Delhi i w Rzymie objął stanowisko wykładowcy instytutu teologicznego w Sason.
26 lipca 2013 otrzymał nominację na biskupa Sambalpuru. Sakry biskupiej udzielił mu 28 września 2013 abp Salvatore Pennacchio.